# 管氏肿腿蜂
管氏肿腿蜂（学名：Sclerodermus guani）是一种属于膜翅目肿腿蜂科硬皮肿腿蜂属的昆虫。该物种以其寄主广泛、生活史短、繁殖速度快、生态适应性和搜索寄主能力强等，而在中国被广泛用于林木蛀干害虫的生物防治。
管氏肿腿蜂属于卵育型（Synovigenic）抑性寄生蜂（Idiobiont）。雌蜂在羽化时虽然达到性成熟，但体内没有成熟的卵粒。直到克服寄主并获得充足营养后，卵巢才会进一步发育。这种繁殖前提取决于雌蜂处理或制服寄主达到可寄生状态的效率。也就是说，雌蜂通过向寄主体内注入毒素将其麻痹致死、永久性削弱寄主活动力，并抑制其生长发育来完成寄生过程。
当寄主被制服后，雌蜂在较低的寄主抗性风险下取食寄主血淋巴，腹部逐渐膨大，卵巢内形成成熟卵，随后产卵。寄主抗性与其体型大小有关，个体越大对寄生蜂释放毒素的耐受性就越强。因此，为增加寄生成功率，通常需要多次注入毒素或多头协作蜇刺。